# Vardanes (general de Crum)
Vardanes (em latim: Vardanes; em grego: Βαρδάνης, Bardánēs; em armênio: Վարդան, Vardan; em parta: *Vardān) foi um oficial búlgaro do século IX, ativo durante o reinado do cã Crum (r. 803–814). Era um general grego (estratego) que esteve a serviço dos búlgaros em 813 como subordinado do general Tzoco. Talvez foi um dos bizantinos que desertaram a Crum em 809.

## Nome
Vardanes (Βαρδάνης, Bardánēs) ou Vardânio (em latim: Vardanius; em grego: Βαρδάνιος, Bardánios) é a forma latina do persa médio Vardã (*Wardān), que pode ter derivado do parta vard- (em iraniano antigo *vr̥da-), "rosa", ou do iraniano antigo vard-, "virar". Foi registrado em grego como Ordanes (Ὀρδάνης, Ordánēs), Ordones (Ὀρδωνης, Ordōnēs) e Uardanes (Οὐαρδάνες, Ouardánēs), em aramaico de Hatra (wrdn) e armênio como Vardã (Վարդան, Vardan) e em georgiano como Vardã (em georgiano: ვარდან), Vardan) e Vardém (ვარდენ, Varden). Durante o Império Bizantino, por vezes foi usado como sinônimo do aparentado Bardas, a helenização do armênio Varde.